# Site nucléaire de Phipps Bend
Le site nucléaire de Phipps Bend est un ancien projet de centrale nucléaire abandonné par la Tennessee Valley Authority, situé sur la commune de Surgoinsville dans le Tennessee.
La construction de la centrale nucléaire débute en 1978, puis est arrêtée en 1981, quelque temps après l'accident nucléaire de Three Mile Island (mars 1979).
En 2017, une centrale photovoltaïque est inaugurée sur le site de ce projet de centrale nucléaire.
Ce site n'a donc jamais été en contact avec des matériaux radioactifs et n'est donc en aucun cas contaminé.